# Isaac Dabbs
Isaac Dabbs (* Späte 1840er in Charlotte County; † nach 1910) war ein US-amerikanischer Politiker.

## Leben
Dabbs wurde in den späten 1840ern als ein afroamerikanischer Sklave des John Garnett geboren. Es ist fast gar nichts über seine Kindheit und Jugend bekannt. Spätestens nach dem Ende des Amerikanischen Bürgerkriegs war er befreit. Am 29. Dezember 1869 heiratete er Sarah Ann Brown († nach dem 17. Dezember 1884). Sie hatten zwei Kinder. Am 30. März 1898 heiratete er Sarah Catherine Howell.
Im November 1875 trat Dabbs für die Radical Republicans im Charlotte County zur Wahl zum Abgeordnetenhaus von Virginia an und gewann mit einer klaren Mehrheit. Im Abgeordnetenhaus war er Mitglied des „Ausschuss für Arbeit und die Armen“ (Committee on Labor and the Poor), spielte jedoch nur eine untergeordnete Rolle. Vor der nächsten Wahl 1877 wurde Dabbs von den Radical Republicans abgewählt.
Er engagierte sich weiterhin in der Politik und schloss sich den Readjusters an. 1910 zog er nach Baltimore. In den nächsten Jahren verstarb er.